# Wyprawa rzymskiego ekwity po bursztyn

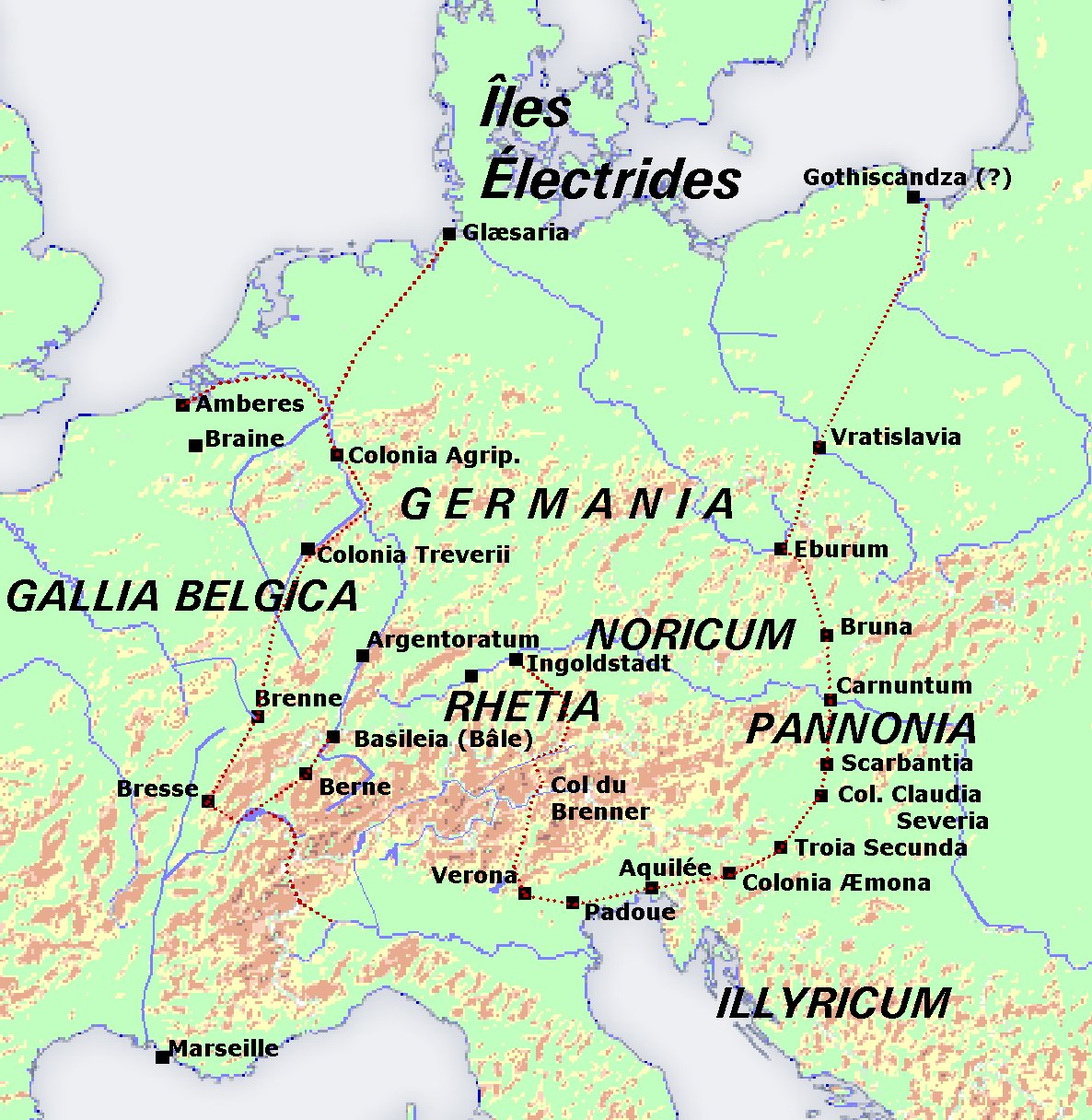
Bursztynowy szlak z miejscowościami starożytnymi, w tym Carnuntum

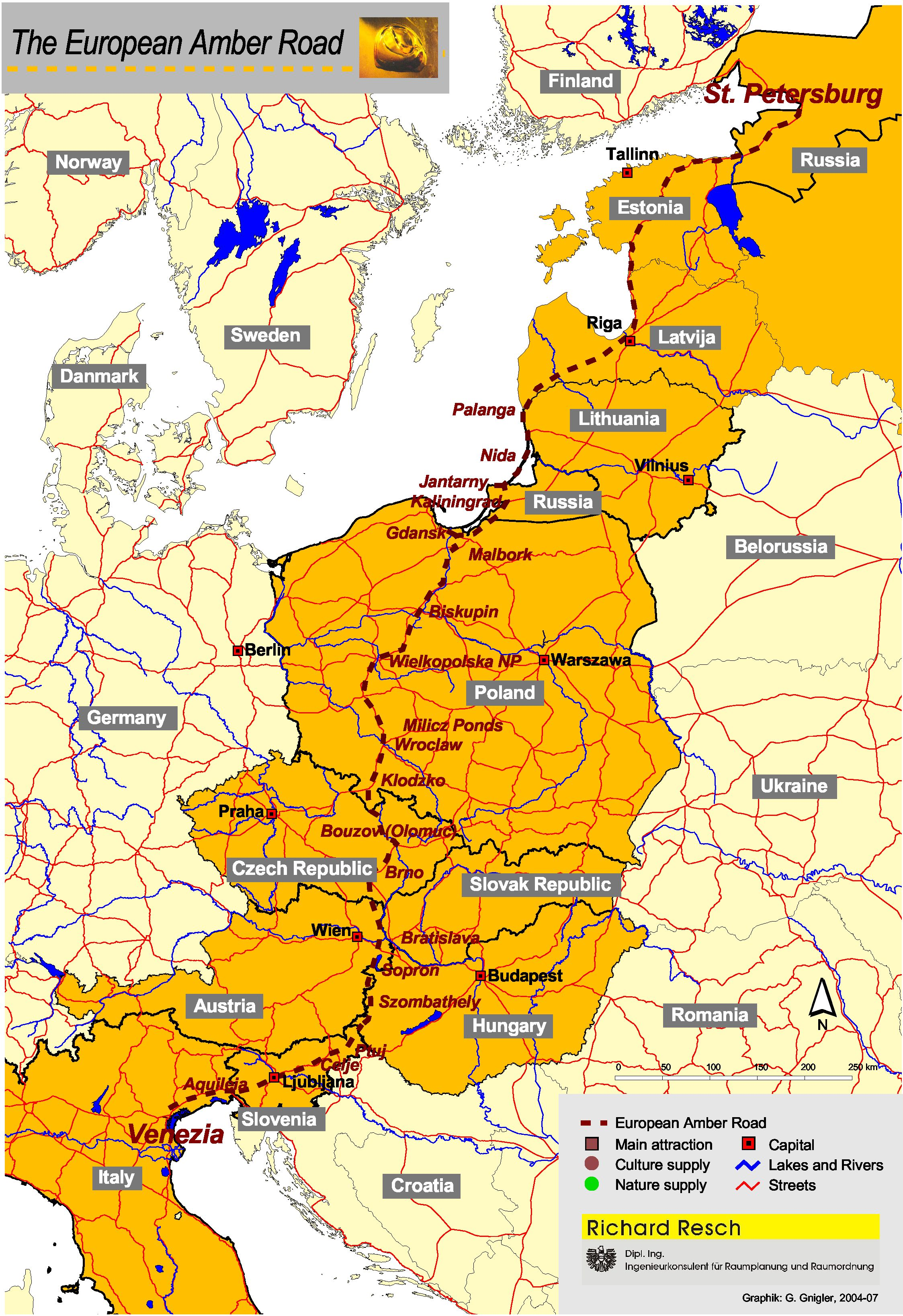
Przebieg współczesnego szlaku kulturowego śladem starożytnego szlaku bursztynowego z granicami współczesnych państw

Wyprawa rzymskiego ekwity po bursztyn – wyprawa nieznanego z imienia rzymskiego ekwity nad Bałtyk po bursztyn pod koniec panowania cesarza Nerona (zm. 68 r. n.e.), opisana przez Pliniusza Starszego w dziele Historia naturalna.

## Przekaz Pliniusza
Wyprawę ekwity Pliniusz Starszy opisał w Historii naturalnej w księdze XXXVII w rozdziale 45:

Niedawno się przekonano, że wybrzeże Germanii, z którego jest przywożony bursztyn, znajduje się w odległości 600 mil od Karnuntum w Pannonii. Żyje jeszcze ekwita rzymski wysłany dla zdobycia bursztynu przez Julianusa zarządzającego igrzyskami gladiatorskimi cesarza Nerona. Odwiedził on miejsca handlowe i wybrzeża, przywożąc takie ilości bursztynu, że nawet siatka służąca do powstrzymywania zwierząt i osłaniania podium miała w każdym węzełku bursztyn. Broń zaś, mary i cały sprzęt, używany przez jeden dzień, był z bursztynu dla urozmaicenia wystawy w poszczególnych dniach. Najcięższa bryła bursztynu ważyła 13 funtów [4,25 kg]. (Tłum. Jerzy Kolendo)

## Hipotezy
Przekaz nie zawiera bliższych informacji o osobie stojącej na czele wyprawy. Określa go tylko jako eques Romanus, czyli przynależącego do stanu ekwitów. Ekwici była to średniozamożna klasa społeczna, z której wywodzili się kupcy, przedsiębiorcy, bankierzy, urzędnicy, wojskowi. Wspomniany ekwita mógł więc być urzędnikiem lub oficerem albo kupcem. 
Wyprawa została wysłana przez prokuratora Klaudiusa Iulianusa zajmującego się igrzyskami gladiatorskimi za czasów Nerona w celu przywiezienia dużej ilości bursztynu. Wyruszyła prawdopodobnie z przygranicznego Carnuntum (obecnie północno-wschodnia Austria, 10 km od granicy ze Słowacją) w Panonii i po przebyciu około 900 km (600 mil) dotarła nad Morze Bałtyckie. Pliniusz wspomina, że ekwita odwiedził wybrzeża Germanii – w I wieku n.e. Pomorze nad dolną Wisłą zamieszkane było przez germańskich Gotów. Wyprawa mogła więc dotrzeć co najmniej do ujścia Wisły, a nawet na obfitujący w bursztyn Półwysep Sambijski.
Przekaz Pliniusza nie zawiera poza wspomnianym Carnuntum i wybrzeżem Germanii innych informacji geograficznych. Przebieg szlaku bursztynowego jest jednak rekonstruowany na podstawie innych źródeł oraz odkryć archeologicznych. Jedna z odnóg szlaku bursztynowego prowadziła od Carnuntum lewą stroną Morawy do Bramy Morawskiej, następnie wzdłuż Odry do okolic Opola. Dalej szlak rozwidlał się. Jedna odnoga prowadziła wzdłuż Prosny, a po przekroczeniu Warty po zachodniej stronie Gopła do dolnej Wisły. Druga odnoga prowadziła wzdłuż Odry do okolic Wrocławia, dalej docierała do Prosny w okolicach Kalisza.
Dość szczegółowy opis ludu Estiów, umieszczanego w Sambii, zawarty jest w innym dziele z tego okresu – Germanii Tacyta z ok. 98 r. n.e. Niektórzy badacze sugerują, że szczegółowość opisu świadczy o osobistej bytności jakiegoś Rzymianina na tych terenach i mógł być nim ekwita wspomniany przez Pliniusza.
Wyprawa miała charakter oficjalnej ekspedycji państwowej, nie zaś prywatnej inicjatywy handlowej. Oprócz głównego celu, czyli przywiezienia bursztynu, powiększyła też wiedzę Rzymian o terenach nad Bałtykiem, co mogło przydać się w związku z planowanymi przez Nerona wyprawami wojskowymi na krańce znanego ówcześnie świata, a także realizowała cele propagandowe.